# Indian Bay (Medway Harbour)
Indian Bay (do 6 grudnia 1974 Indian Cove) – zatoka (ang. bay, do 6 grudnia 1974 cove) zatoki Medway Harbour w kanadyjskiej prowincji Nowa Szkocja, w hrabstwach Lunenburg i Queens; nazwa Indian Cove urzędowo zatwierdzona 7 grudnia 1937.